# Kinnareemimus khonkaenensis
 Kinnareemimus khonkaenensis es la única especie conocida del género extinto  Kinnareemimus  ("imitador de un kinnara") de dinosaurio terópodos ornitomimosauriano, que vivió a principios del período Cretácico, hace aproximadamente 135 a 130 millones de años, desde el Valanginiense al Hauteriviense , en lo que es hoy Asia. La especie tipo es K. khonkaenensis, fue nombrada en referencia a kinnara, criatura de la mitología hinduista que en Tailandia, lugar donde se encontraron los restos, se la representa con cuerpo de mujer y patas de aves que se decía que habitaba en lo profundo de la selva Himmapan, en alusión a las patas similares a las aves.
Es conocido por restos muy incompletos que incluyen vértebras, partes de los huesos púbicos, metatarsales y una fibula incompleta. El tercer metatarsal exhibe el pellizco lateral conocida como la condición "arctometarsaliana", cuyas variantes se ven en ornitomimosaurianos, tiranosáuridos, trodóntidos y cenagnátidos. Puede ser el ornitomimosauriano más antiguo conocido, dependiendo de la edad de la Formación  Sao Khua. Buffetaut et al. Suguieren que los fósiles de Kinnareemimus pueden indicar que es Asia el hogar de los primeros ornitomimosaurianos avanzados. El nombre "Kinnareemimus" fue por primera vez mencionado en un trabajo de 1999 por Sasithorn Kamsupha y como  "Ginnareemimus" en una publicación de Ryuichi Kaneko en 2000.